# 이찰·이율형제정려
이찰·이율형제정려(李巀·李율兄弟 旌閭)는 인천광역시 계양구 갈현동에 있는 정려이다. 2004년 4월 6일 인천광역시의 기념물 제52호로 지정되었다.

## 개요
조선 세종의 아들인 임영대군의 후손인 이찰·이율 형제는 광해군 6년(1614)에 명문가에서 태어나 행실이 바르고 효성이 지극했던 형제는 어릴 때 부친이 병들어 눕자 곁을 떠나지 않고 백방으로 약을 구하여 극진히 봉양하였다. 부친이 위독해지자 형제는 서로 손가락을 깨물어 피를 입에 흘려 넣는 등 정성을 다하였으며 세상을 떠나자 장례를 치르고 묘막을 짓고 3년간 시묘살이를 했다. 또한, 이후 모친이 위독해지자 이들 형제는 부친때와 같이 지극한 정성으로 봉양하였으나 세상을 떠나자 장례를 치른 후 묘막을 짓고 3년간 시묘살이를 하였다.
이를 지켜본 마을 사람들은 이들 형제의 효행을 칭찬했고 부평구 유지들은 나라에 이를 상소하였고 이에 현종은 서원공 한숙으로 하여금 그들의 효행을 기리도록 하고 1670년(현종11년) 효자 정려를 내렸다. 당초 이 정려는 갈산동 종손 집 옆에 있었으나 도시화에 밀려 현 위치로 이전하였다.

## 참고 자료
- 이찰·이율형제정려 - 국가유산청 국가유산포털